# Manifesto of Lacuna Coil
Manifesto of Lacuna Coil è la seconda raccolta del gruppo Lacuna Coil. Le tracce provengono dagli album In a Reverie, Unleashed Memories, Comalies e Karmacode, e dagli EP Lacuna Coil e Halflife.

## Tracce
Testi e musiche dei Lacuna Coil, eccetto dove è indicato.
1. Our Truth – 4:03
2. Closer – 3:02
3. Within Me – 3:39
4. Enjoy the Silence – 4:06 (Martin Gore) – cover dei Depeche Mode
5. Swamped – 4:00
6. Heaven's a Lie – 4:47
7. Daylight Dancer – 3:50
8. To Live Is to Hide – 4:35
9. Cold Heritage – 5:23
10. Senzafine – 3:54
11. Honeymoon Suite – 4:31
12. My Wings – 3:45
13. Falling Again – 5:07
14. No Need to Explain – 3:40
15. The Secret – 4:18